# دلفينه
دلفينه (بالألبانية: Delvina، بالإنجليزية: Delvinë، بالتركية: Delvine، بالفرنسية: Delvinë، باليونانية: Δέλβινο): هي مدينة وبلدية في مقاطعة فلوره، جنوب ألبانيا، على بعد 16 كيلومتر (10 ميل) شمال شرق سارنده. مقر البلدية هو مدينة دلفينه. يبلغ إجمالي عدد السكان 7,598 نسمة (حسب تعداد 2011)، في مساحة إجمالية قدرها 183.01 كيلومتر مربع (70.66 ميل مربع).